# إصدار المعيار الذهبي

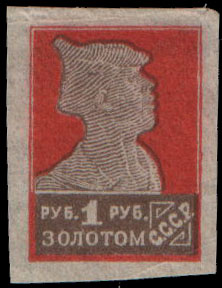

كان إصدار المعيار الذهبي أو إصدار الرأس الصغير أول سلسلة نهائية من طوابع البريد التي أصدرها الاتحاد السوفييتي بين عامي 1923 و1927. وقد صمم إيفان شادر تلك الطوابع.

## التاريخ
أعادت حكومة جمهورية روسيا الاتحادية الاشتراكية السوفييتية إصدار الطوابع النهائية بشكل منتظم. بحلول وقت تشكيل اتحاد الجمهوريات الاشتراكية السوفيتية -مع أكثر من 200 مليون نسمة- كانت هناك حاجة ملحة لمزيد من الطوابع ذات القيم المختلفة التي من شأنها أن تعكس تغيير اسم الدولة. وكانت هناك حاجة أيضًا إلى طوابع جديدة بسبب الإصلاح النقدي في الاتحاد السوفييتي وإدخال الشيرفونات (التي تساوي 10 روبل) المدعومة بمعيار الذهب.
أصدر اتحاد الجمهوريات الاشتراكية السوفياتية المشكل حديثًا أول سلسلة نهائية من الطوابع البريدية -والتي أطلق عليها الروس أنفسهم "سلسلة المعيار"- في أكتوبر 1923. ونظرًا لأن قيمها الاسمية تتوافق مع معيار الذهب المُقدم بداخلها فإن السلسلة عادةً ما تحمل اسم "المعيار الذهبي". وتُعرف هذه الطوابع أيضًا باسم إصدارات "الرأس الصغير". وقد وصفهم إتش إل أرونسون بدقة.

## تصميم الطوابع
لم يكن تصميم هذه السلسلة جديدًا. فقد عُدلوا وبُسطوا من إصدارات الطوابع السابقة لجمهورية روسيا الاتحادية الاشتراكية السوفياتية. وقد صوروا ممثلي طبقات السكان الرئيسة الثلاث : العامل والفلاح وجندي الجيش الأحمر على الطوابع.
كان النحات والفنان المصمم الروسي إيفان شادر هو مؤلف تصميم الطوابع. ولقد عمل على هذا المشروع بكل ضمير. وقد اختار نماذج حية من مسقط رأسه في شادرينسك لإنتاج المنحوتات الأولى من تلك الأنواع الثلاثة. وبعد ذلك صُورت المنحوتات من جميع الجهات. واختير تصميم الطابع النهائي بناءً على أفضل رؤية للمنحوتات.
الطوابع تحمل النقش "CCCP" ( "الاتحاد السوفييتي" ) والقيمة والكلمة "золотом" ("زولوتوم") والتي تعني "الذهبي".
|  |  |

## الإنتاج والإصدار
في أوائل عشرينيات القرن العشرين كانت هناك طريقتين أساسيتين للطباعة -هما الطباعة الحجرية والطباعة المطبعية- مستخدمتين في روسيا. وأنتجت طوابع الرأس الصغير بكلتا الطريقتين. وهناك تصاميم مختلفة وعلامات مميزة سواء في الطباعة الحجرية أو المطبعية. وليس من السهل دائمًا اكتشافها، والقيم الأربع 1 و2 و6 و20 كوبيك كانت صعبة بوجه خاص من حيث التعرف عليها.
أثناء الأشهر الأولى بيعت تلك الطوابع في مكاتب البريد بأسعار متفاوتة. حيث يرجع ذلك إلى أن قيمة الطوابع كانت تتحدد في البداية من خلال أسعار السوق الرسمية اليومية للأوراق المالية (ru)، والتي كانت تتقلب من يوم لآخر. في مارس 1924 قدم الروبل الجديد المبني على معيار الذهب أخيرًا وثُبتت أسعار الطوابع.
أحد طوابع المعيار الذهبي ليمونكا يعتبر نادرًا جدًا إذا كان في حالة جيدة. وهذا الطابع البريدي المثقب ذو اللون الأصفر بقيمة 15 كوبيك بتصميم الفلاحين والذي صدر في عام 1925. ويعود اسم "ليمونكا" إلى لونه الأصفر الليموني.

## المنشورات
- Aronson, H. L. (سبتمبر 1943). "The Small Head Types of 1923–27" (PDF). Russian American Philatelist. New York: Russian American Philatelic Society. ج. 11: 1–4. OCLC:10471891. مؤرشف من الأصل (PDF) في 2015-02-16. اطلع عليه بتاريخ 2015-05-28. (Printing-Production. Soviet Stamps)
- Aronson, H. L. (أكتوبر 1943). "The Small Head Types of 1923–27" (PDF). Russian American Philatelist. New York: Russian American Philatelic Society. ج. 12: 3–5. OCLC:10471891. مؤرشف (PDF) من الأصل في 2015-02-16. اطلع عليه بتاريخ 2015-05-28. (Printing-Production. Soviet Stamps)
- Aronson, H. L. (نوفمبر 1943). "The Small Head Types of 1923–27" (PDF). Russian American Philatelist. New York: Russian American Philatelic Society. ج. 13: 3–5. OCLC:10471891. مؤرشف (PDF) من الأصل في 2015-02-16. اطلع عليه بتاريخ 2015-05-28. (Printing-Production. Soviet Stamps)
- Aronson, H. L. (ديسمبر 1943). "The Small Head Types of 1923–27" (PDF). Russian American Philatelist. New York: Russian American Philatelic Society. ج. 14: 2–4. OCLC:10471891. مؤرشف (PDF) من الأصل في 2015-02-16. اطلع عليه بتاريخ 2015-05-28. (Printing-Production. Soviet Stamps)
- Aronson, H. L. (مارس 1962). "The Small Head Types of 1923–27" (PDF). Russian Philatelist. ج. 2: 12–16. مؤرشف (PDF) من الأصل في 2015-02-16. اطلع عليه بتاريخ 2015-05-28. (Printing-Production. Soviet Stamps)
- Aronson, H. L. (فبراير–مارس 1963). "The Small Head Types of 1923–27" (PDF). Russian Philatelist. ج. 3: 9–13. مؤرشف (PDF) من الأصل في 2015-02-16. اطلع عليه بتاريخ 2015-05-28. (Printing-Production. Soviet Stamps)
- Адлер, К. З. [Adler, K.] (1957). "Стандартные выпуски марок в СССР" [The regular post stamp issues of the USSR]. Россика [Rossica] (بالروسية). 52–53: 12–14. ISSN:0035-8363. Archived from the original on 2015-05-31. Retrieved 2015-05-31.{{استشهاد بدورية محكمة}}:  صيانة الاستشهاد: أسماء متعددة: قائمة المؤلفين (link)
- Адлер, К. З. [Adler, K.] (1958). "Таблицы "маленьких головок" стандартного выпуска 1923–27 г.г." Россика [Rossica] (بالروسية). 54: 33–36. ISSN:0035-8363. Archived from the original on 2015-05-31. Retrieved 2015-05-31.{{استشهاد بدورية محكمة}}:  صيانة الاستشهاد: أسماء متعددة: قائمة المؤلفين (link)

## روابط خارجية
- "2.5.4.2. Золотой стандарт [Gold Standard]". Библиотека ИЦ: 2. Марки Большой России: 2.5. Советские марки: 2.5.4. СССР [IC Library (2,200+ articles & references): Stamps of the Great Russia] (بالروسية). Информационный Центр "Россия и Мир" [Information Center "Russia and World"]. Archived from the original on 2015-05-31. Retrieved 2015-05-31.